# Слоут
Слоут (укр. Слоут) — село, Берёзовская сельская община, Шосткинский район, Сумская область, Украина.
Код КОАТУУ — 5921586401. Население по переписи 2022 года составляло 1231 человек.

## Географическое положение
Село Слоут находится на берегу безымянного ручья с несколькими запрудами. На расстоянии да 4-х км расположены сёла Долина, Берёза и Иващенково. К селу примыкает большой лесной массив (сосна, дуб). Через село проходит автомобильная дорога Т-2502. Рядом проходит железная дорога, станция Слоут в 2-х км.

## История
- Вблизи села Слоут обнаружены остатки поселений бронзового века и северян (VIII-Х вв).
- Село Слоут известно с первой половины XVII века. Слаута, Слаутичь или славное, сравнивая с Днепр Слаутичь.
- В 1836 году село принадлежало Софье Михайловне Миклашевской, дочери губернатора Михаила Павловича Миклашевского.[2][3] Она принесла оно в браке с Александром Федоровичем фон дер Бригген.[2][3]

## Экономика
- ООО «Агрофирма им. Чапаева».
- Слоутское лесничество.

## Объекты социальной сферы
- Детский сад «Волошка».
- Школа.

## Достопримечательности
- Братская могила советских воинов.

## Религия
В селе Слоут была Рождество-Богородицкая церковь. Священнослужители Рождество-Богородицкой церкви:
- 1722 — священник Антон Маркович
- 1781 — священник Фёдор Фёдорович Иллеч
- 1888-1898 — священник Самуил Имшенецкий
- 1916 — священник Макар Красин

## Известные люди
- Алексей Евстафьевич Трибунский (1900 — 1958) — Герой Советского Союза, жил и похоронен в селе Слоут;
- Пётр Петрович Костюченко (03.07.1937 — 14.06.2006) — свинарь колхоза имени Чапаева. Герой Социалистического Труда.
- Михаил Александрович Оничко (19.02.1954 — 17.07.1985) — командир взвода ремонтной роты, гвардии старший прапорщик. Участник боевых действий в Афганистане, погиб там же.[5]

## Галерея

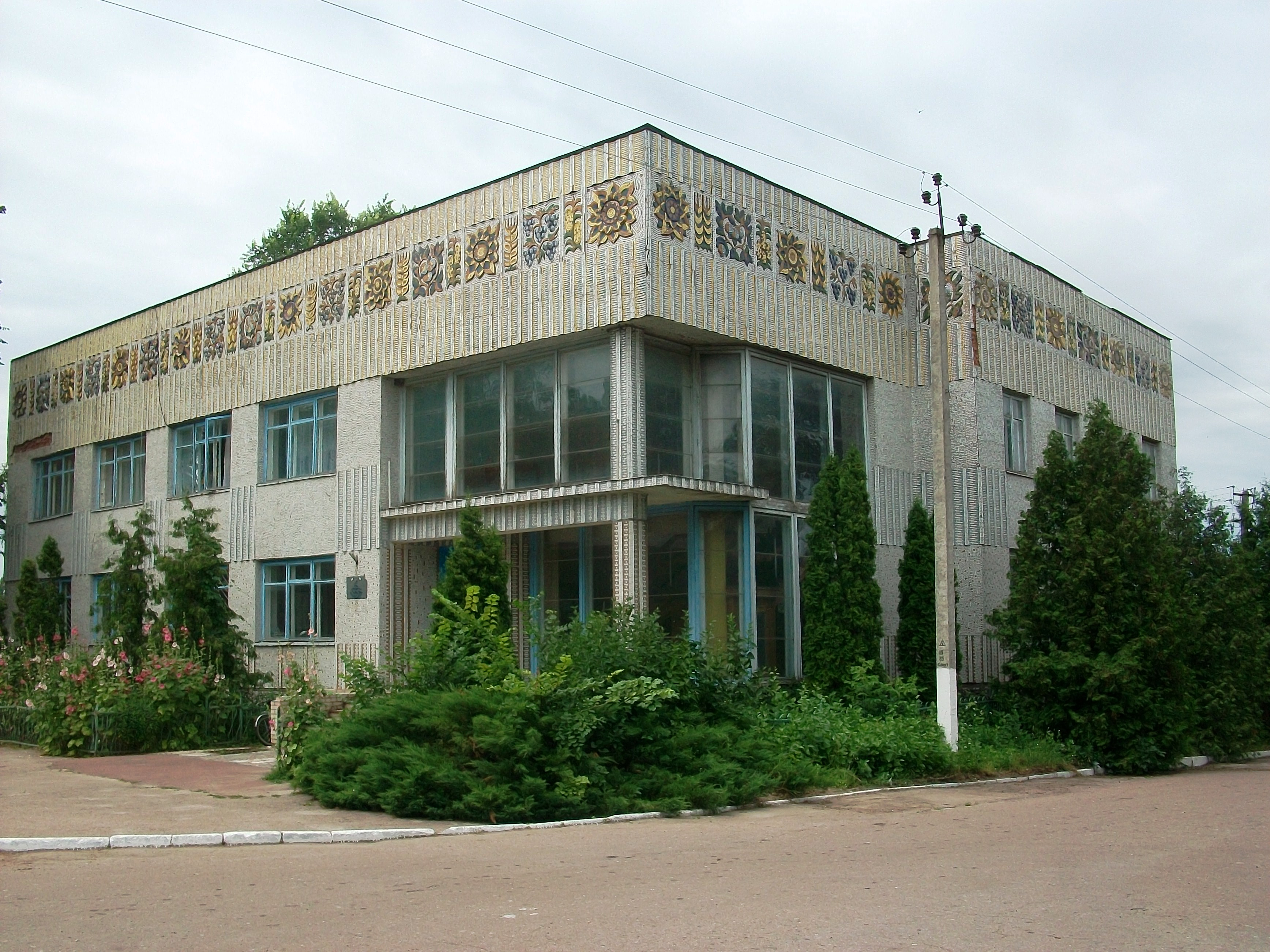
ООО «Агрофирма им. Чапаева»
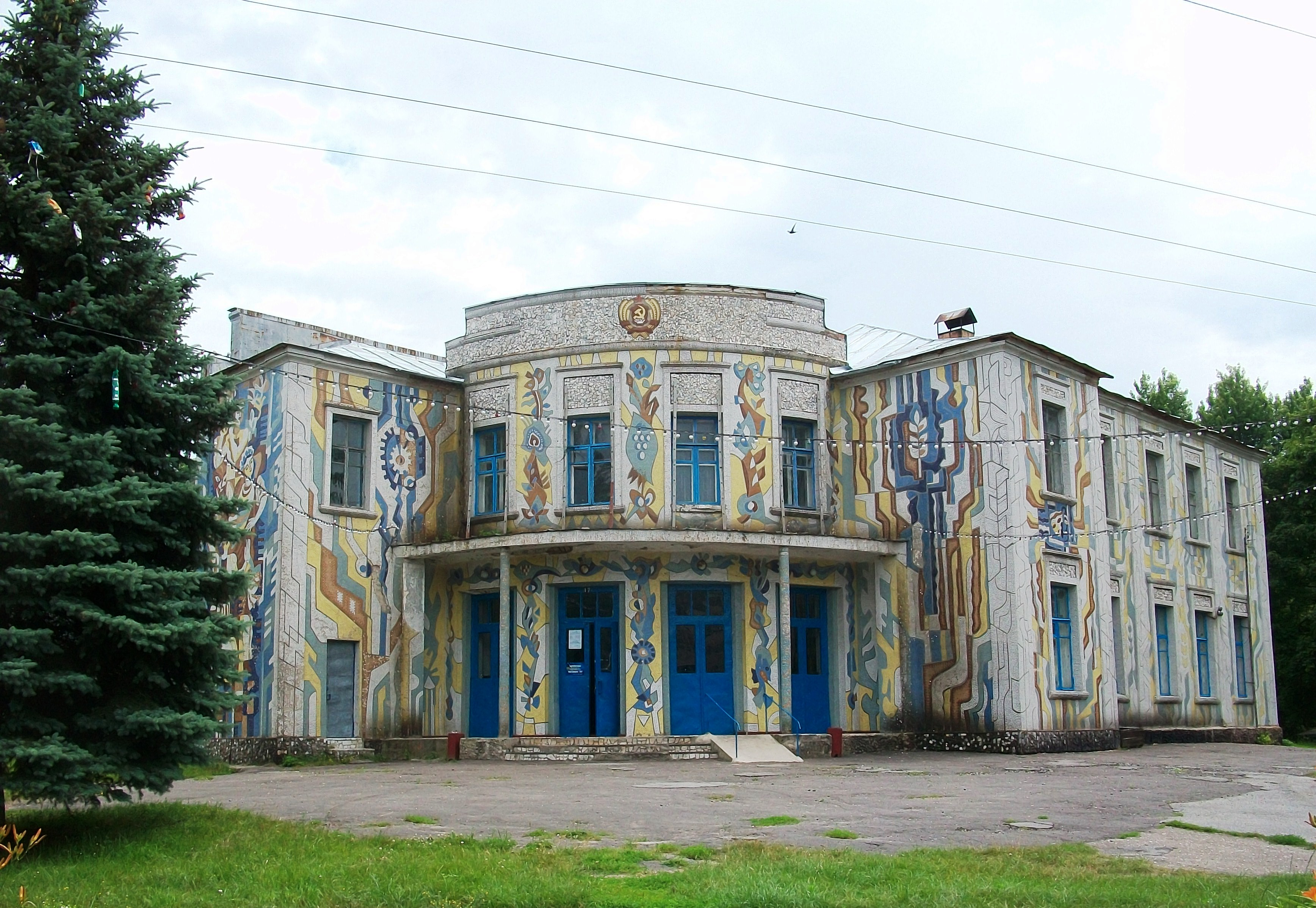
Дом культуры
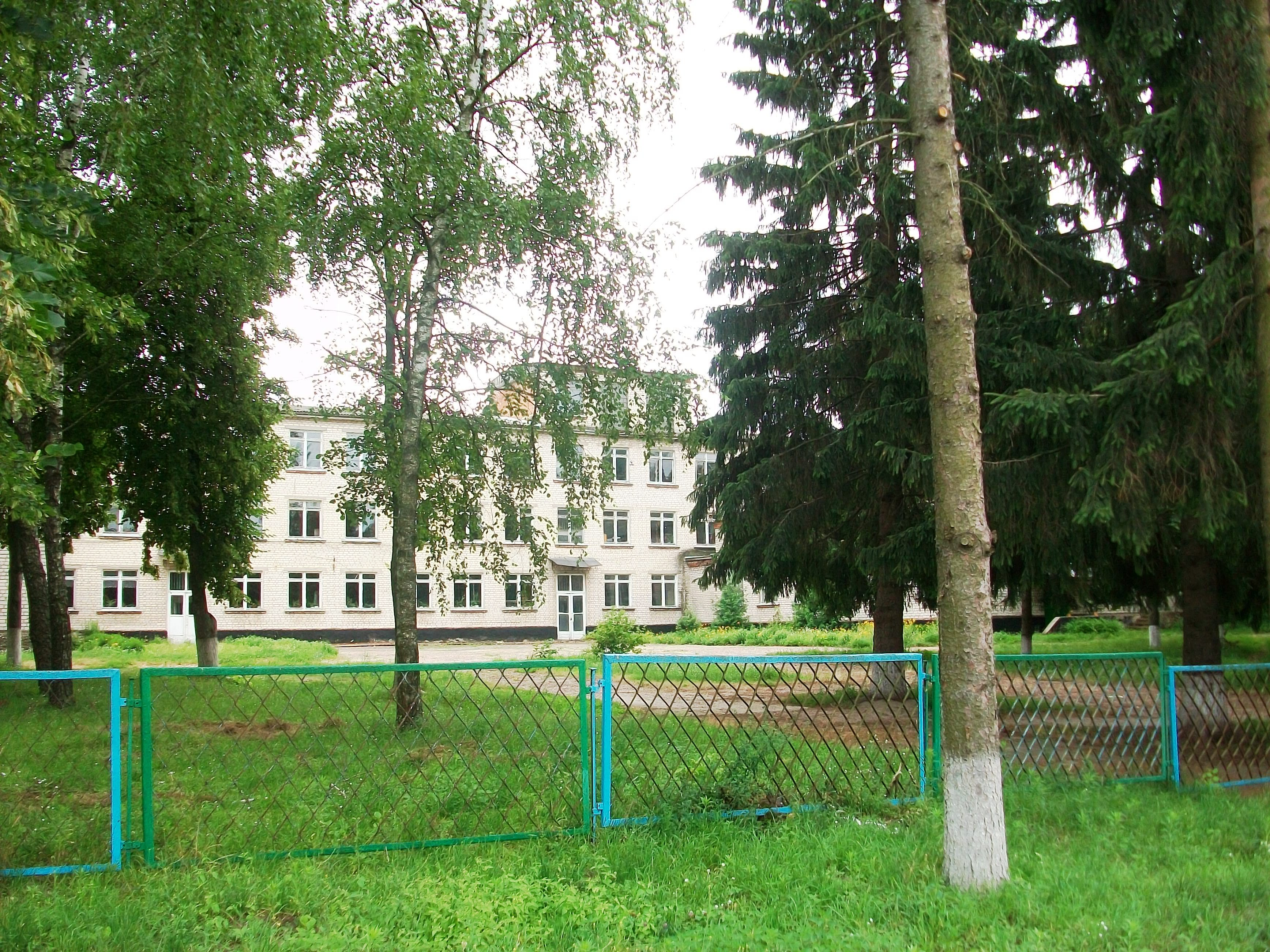
Слоутской УВК
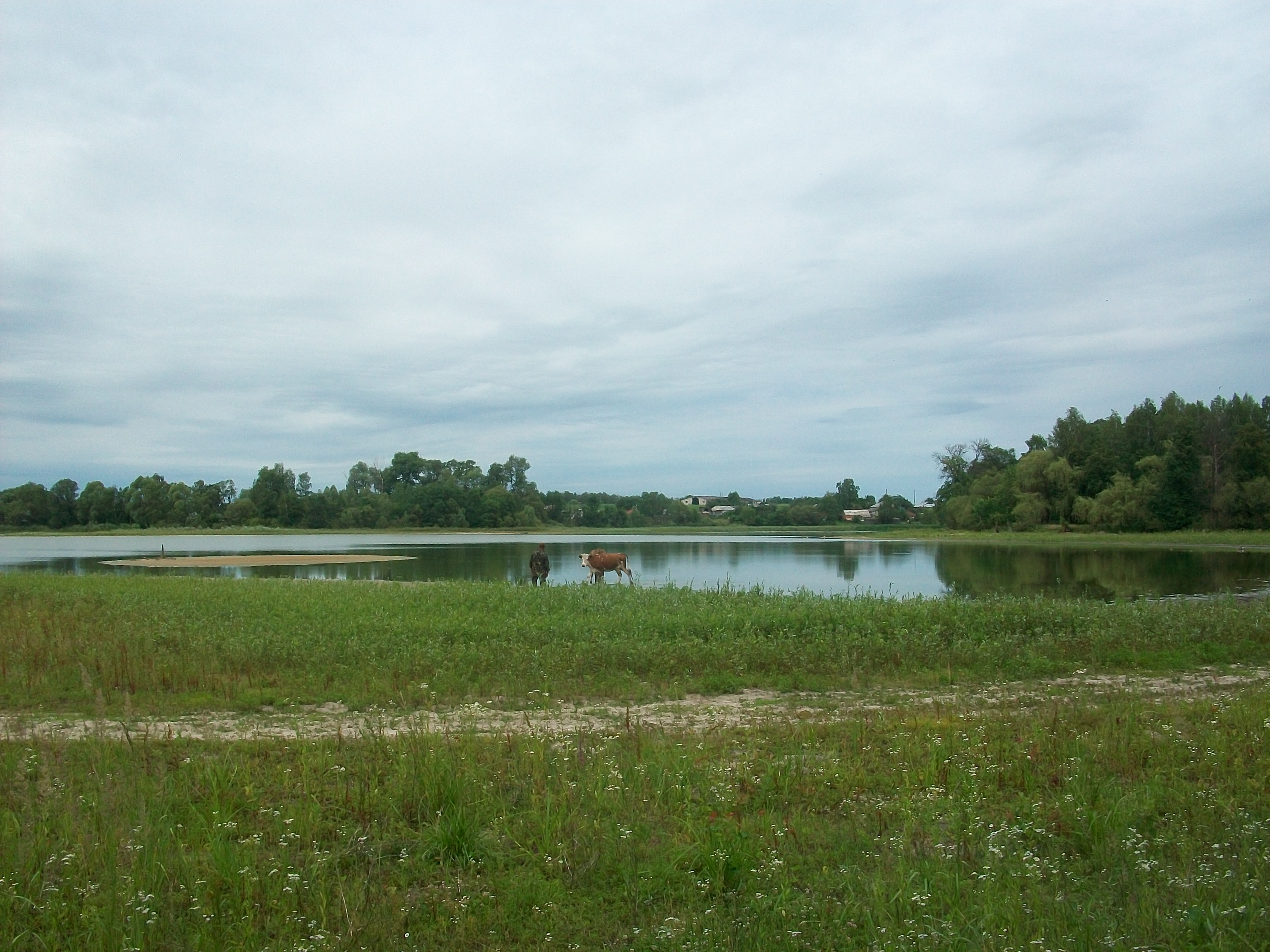
Пруд